# William Degouwe de Nuncques

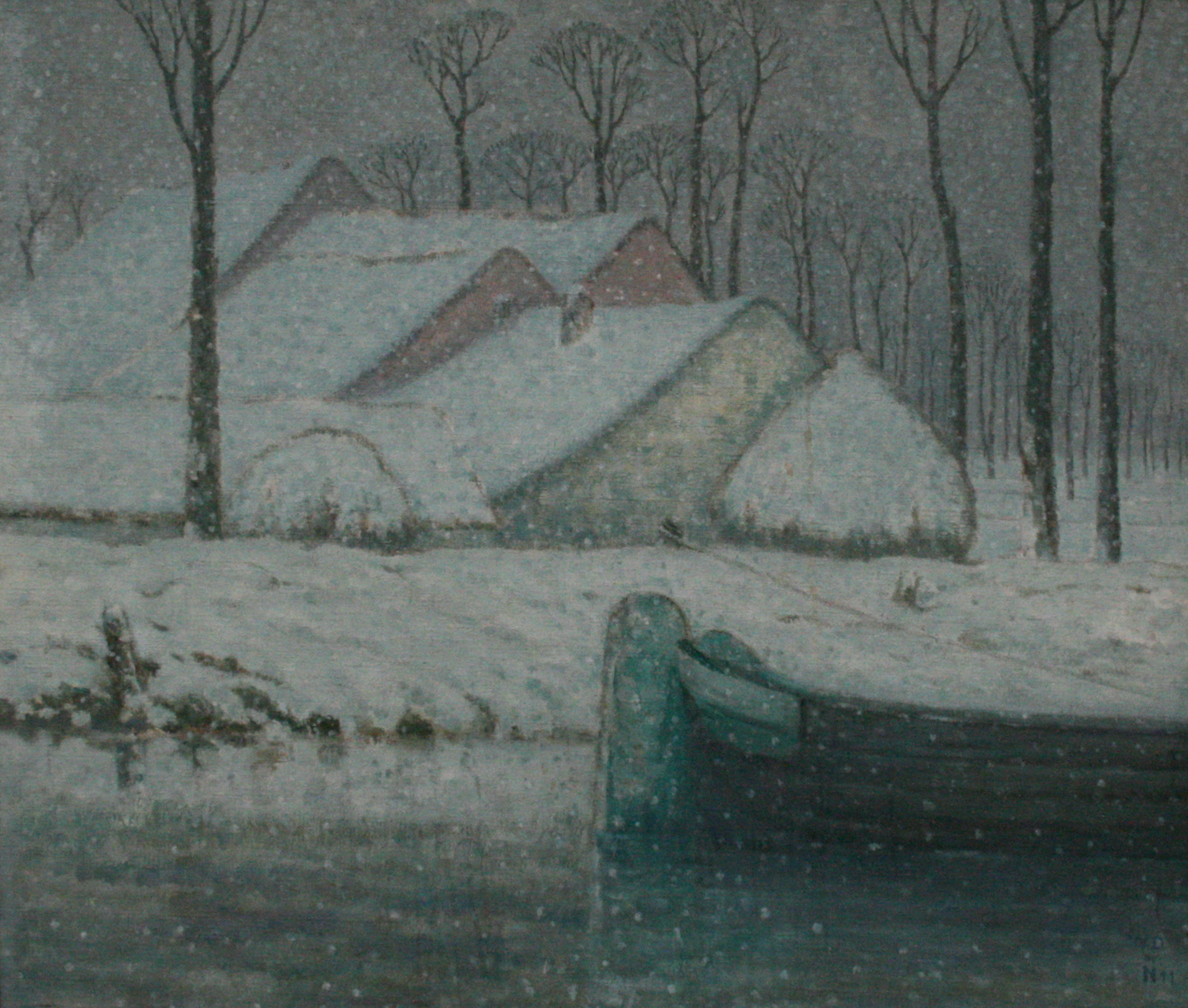
Havas táj bárkával, 1911

William Degouve de Nuncques [néha Nunques] (Monthermé, Ardennek, 1867. február 28. – Stavelot, 1935. március 1.) belga festő.

## Élete és munkássága
Régi francia arisztokrata családban született. Szülei az 1870-71-es francia-porosz háború után telepedtek le Belgiumban.
Festészeti tanulmányai során ismerkedett meg későbbi feleségével, Juliette Massin-nel, akivel 1894-ben házasodtak össze. Felesége révén került szimbolista költők társaságába, akik jelentős hatást gyakoroltak stílusára. A Les XX elnevezésű avantgárd csoporthoz csatlakozott.
Sokat utazott, Olaszországban, Ausztriában, Franciaországban festett tájképeket. Gyakran választott témájául éjszakai parkokat. Legismertebb képei közül a Rózsaszín ház (1892) elismerten nagy hatást gyakorolt a szürrealizmus fejlődésére, különösen René Magritte művészetére.
Kortársai feljegyzése szerint egyszer úgy fogalmazott, hogy a festészet során csak fel kell vázolni néhány ecsetvonalat, és meg kell tölteni azokat érzésekkel.
Gyakran állított ki Párizsban, ahol pártfogói közé tartozott Pierre Puvis de Chavannes és Maurice Denis.
1900 és 1902 között feleségével a Baleár-szigeteken élt, a festői partokat és narancsültetvényeket ábrázolta képein. 1910 körül vallási válságon ment keresztül, lelkiállapotát jól tükrözik festményei. Az első világháború idején Hollandiában élt menekültként, csak kisebb képeket festett.
1919-ben nagy csapások érték, elvesztette feleségét és megbénult egyik karja.1930-ban elvette feleségül azt a társát, aki átsegítette a válságon. A Liège közeli Stavelot-ban telepedtek le, ahol utolsó éveit havas tájak festésével töltötte.
Műveinek legjobb gyűjteménye a hollandiai Otterlóban, a Kröller-Müller Múzeumban található.